# Okoyo
Okoyo är ett distrikt i Kongo-Brazzaville. Det ligger i departementet Cuvette-Ouest, i den centrala delen av landet, 300 km norr om huvudstaden Brazzaville.